# Molí del Baró
El Molí del Baró és un antic molí del terme municipal d'Isona i Conca Dellà situat al poble de Sant Romà d'Abella, de l'antic terme del mateix nom.
És situat a la dreta del riu d'Abella, al nord del poble de Sant Romà d'Abella i al nord-est de la caseria de les Masies de Sant Romà. Va donar el seu nom a la zona i al «Jaciment del Molí del Baró», un important jaciment paleontològic excavat entre 2001 i 2002, declarat Bé Cultural d'Interès Nacional el 2012.